# Zanazziíta
La zanazziíta es un mineral de la clase de los minerales fosfatos, y dentro de esta pertenece al llamado “grupo de la roscherita”. Fue descubierta en 1986 en el municipio de Itinga en el valle del río Jequitinhonha (Brasil), siendo nombrada así en honor de Pier F. Zanazzi, cristalógrafo italiano. Un sinónimo es su clave: IMA1986-054.

## Características químicas
Es un fosfato hidroxilado e hidratado de calcio, berilio y magnesio. Se asemeja a la roscherita, el mineral típico de su grupo.
Además de los elementos de su fórmula, suele llevar como impurezas: manganeso y silicio.

## Formación y yacimientos
Se forma en un ambiente de rocas pegmatitas de tipo granito zonado, asociado a otros minerales fosfatos.
Suele encontrarse asociado a otros minerales como: cuarzo, albita, moscovita, wardita, eosforita, whiteíta, apatito, pirita, óxidos de manganeso o fluorapatito.